# 2B25
Le 2B25 Gall est un mortier silencieux portable d'origine russe. Développé à l'Institut central de recherche scientifique Burevestnik (en). Il a été présenté au grand public en 2011 lors de l'exposition d'armes MILEX-2011 organisée à Minsk.

## Conception
L'objectif principal du mortier de 82 mm est de vaincre l'ennemi aussi bien dans les zones à découvert que dans celles situées dans des abris. Les obus peuvent être tirés depuis des positions ouvertes et fermées. Le mortier a été développé principalement pour les forces spéciales afin qu'elles puissent disposer d'une artillerie puissante, très mobile et discrète.
Une caractéristique majeure du 2B25 est l'absence de signes distinctifs de tir. Lors du tir, les gaz en poudre sont enfermés dans la tige de l'obus, ce qui ne crée aucune flamme, fumée ou onde de choc, et le volume sonore d'un tir de 2B25 est comparable à celui d'un tir d'un fusil d'assaut Kalachnikov utilisant un silencieux,. Cet effet est obtenu grâce à l'utilisation d'un obus à fragmentation 3VO35E spécialement conçu pour retenir les gaz à l'intérieur de la tige, cet obus pèse 3,3 kg et son ogive elle 1,9 kg.
Le mortier est capable de toucher des cibles situées à une distance de 100 à 1 200 m, avec des angles de tir verticaux allant de +45 à +85 degrés et des angles horizontaux sans réglage de -4 à +4 degrés. Le poids du 2B25 ne dépasse pas 13 kg sans les obus, il peut être transporté dans un sac à dos. Pour fonctionner à pleine puissance le mortier a besoin de 2 opérateurs, en général plusieurs autres soldats s'occupent du transport de munitions. La cadence de tir  peut aller jusqu'à 15 coups par minute. Il est possible de tirer depuis un sol de dureté variable à tout moment de la journée et dans toutes les conditions météorologiques. De telles caractéristiques offrent au mortier une grande mobilité et permettent une utilisation secrète et de prendre par surprise les ennemis.
Bien que des systèmes similaires soient également développés à l'étranger (par exemple en France avec un mortier de 60 mm), en termes de calibre, de portée de tir et de puissance de feu, ils sont inférieurs au mortier 2B25.

## Inconvénients
La nécessité de produire des mines spéciales. Portée de tir très courte de 1 200 m ce qui oblige les opérateurs à se rapprocher très près de la cible.

## voir aussi
- 2B24

## Liens
- (ru) « Миномет 2Б25 » [archive du 27 mai 2012], ОАО ЦНИИ Буревестник (consulté le 4 septembre 2011)
- (ru) « «Оружие России» уточняет — «Буревестник» создал бесшумный миномет, а не гранатомет » [archive du 14 mai 2012], «Оружие России» (consulté le 4 septembre 2011)
- В США российский миномет прозвали «тихой смертью» « Aux Etats-Unis, le mortier russe était surnommé « mort silencieuse » », 20180909035633 (archivé sur Internet Archive) // Взгляд, 8 сентября 2018